# 백수희
백수희(1992년 10월 30일 ~ )는 대한민국의 배우이다.

## 출연 작품

### 텔레비전 드라마
- 《멜로가 체질》 (2019) - 임지영 역
- 《우리, 사랑했을까》 (2020) - 최혜진 역
- 《브라보! 탄생》 (2022) - 미정 역
- 《대행사》 (2023) - 정수정 역
- 《남과 여》 (2023) - 윤유주 역
- 《재벌X형사》 (2024) - 오륜회 매니저 역

### 웹 드라마
- 《Bitch Goes On》 (2016)
- 《사당보다 먼 의정부보다 가까운》 (2016) - 이사랑 역
- 《오피스워치》 (2017) - 이사랑 역
- 《사랑방손님》 (2018) - 이사랑 역
- 《에이틴》 (2018) - 이정민 역
- 《오피스워치: 하라는 일은 안하고》 (2019) - 이사라 역
- 《팽》 (2021) - 예수원 역
- 《어른애들》 (2023) - 문희정 역

### 영화
- 《스물》 (2015) - 민정 역
- 《광대들: 풍문조작단》 (2019) - 도도 역

### 연극
- 《극적인 하룻밤》